# Puerto Esperanza (islas Malvinas)
Puerto Esperanza (en inglés: Hope Harbour) es una ensenada en el noroeste de la isla Gran Malvina en las Islas Malvinas. Posee cerca de 4 km de largo y 1.3 km de ancho, y está protegido por el promontorio de la Tumba de Campo Cove, en el sur, por una cresta angosta que termina en Punta Esperanza, al norte, por la Punta Bramble al este, y por la isla Remolinos en su entrada al oeste (punta de los Desvelos). La isla del Rosario se encuentra a 8 km al noreste de Punta Esperanza. El arrecife Gibraltar, la punta Navidad y el cabo Terrible se hallan cerca.

## Área importante para las aves
La ensenada y sus alrededores han sido identificadas por BirdLife International como un Área Importante para las Aves. Entre las aves de importancia para la convervación se incluyen patos vapor malvineros, cauquenes colorados, pingüinos papúa (5750 parejas reproductoras), pingüinos de penacho amarillo (242 parejas), pingüinos de Magallanes, Albatros de ceja negra (226 parejas) y yales austral. También se han registrado cauquenes común y loicas. El área ha sido pastoreada en el pasado,
posee lo poco que queda cubierta con Tussac, y sufre de erosión del suelo. La principal amenaza de los nidos de albatros en los acantilados, son los deslizamientos de tierra, producto de la erosión.